# Hygrocrates caucasicus
Hygrocrates caucasicus là một loài nhện trong họ Dysderidae.
Loài này thuộc chi Hygrocrates. Hygrocrates caucasicus được miêu tả năm 1992 bởi Dunin.